# Phryxe laevigata
Phryxe laevigata là một loài ruồi trong họ Tachinidae.